# آنجيل أوف ديث
آنجيل أوف ديث (بالإنجليزية: Angel of Death)‏ هي أغنية من إصدار فرقة الثراش ميتال الأمريكية سلاير، وهي الأغنية الافتتاحية في ألبومهم «راين إن بلود» الصادر عام 1986. كتبَ كلمات الأغنية عازف غيتار الفرقة جيف هانيمان عن العالم الفيزيائي النازي جوزيف منغيله، الذي أجرى تجارب على البشر في معسكر اعتقال أوشفيتز خلال الحرب العالمية الثانية. تشير الأغنية إلى ما تلقته الفرقة من الاتهامات بالتعاطف مع النازية والعنصرية طوال مسيرتهم.
على الرغم من الجدل حول الأغنية وإسهامها في تأجيل إصدار الألبوم «راين إن بلود»، ضُمِّنت الأغنية في جميع الألبومات المباشرة والأقراص المدمجة التي أصدرتها الفرقة، وظهرت في أفلام مختلفة. امتُدحَت الأغنية من النُّقّاد، ستيف هيوي من موقع أول ميوزيك وصفها بأنها «قياسية».

## تركيب الأغنية وأصولها
كتب عازف غيتار الفرقة جيف هانيمان أغنية «آنجيل أوف ديث» بعد قراءته كتبًا عن الفيزيائي النازي جوزيف منغيله حين كان في جولة مع الفرقة:«أذكرُ الوقوف في مكان ما عندما اشتريت كتابين عن منغيله. اعتقدت أن ذلك يُفترَض أن يكون بعضًا من غائط مريض. فعندما حان الوقت لتأدية التسجيل، بقي ذلك الشيء في رأسي؛ ذلك ما جاءت منه كلمات آنجيل أوف ذا ديث.»
تشرح كلمات الأغنية تجارب منغيله الجراحية على المرضى في معتقل «أوشفيتز» خلال الحرب العالمية الثانية. طبَّق منغيله اكتشافاته على مجموعات مثل الأقزام، والتوائم، وتضمنت تجارب فيزيائية ونفسية. من بين العمليات الجراحية التجريبية التي أدّاها، المذكورة في الأغنية تجارب مُجراة بدون التخدير، وتجارب نقل الدم بين التوائم، والحبس الانفرادي، والتسميم بالغاز، وحقن الميكروبات المميتة، وعمليات تغيير الجنس، وفصل الأعضاء والأطراف من الجسد، وإضعاف البصر بواسطة صحون شديدة الحرارة.
سطر من البيت قبل الأخير: "رؤوس مُخيَّطة معًا ومُتداخلة. فقط شيء من الوقت حتى تُشقِّقوا أنفسكم إلى أشلاء"، هو إشارة إلى تأكيد أن منغيله خَيَّط التوائم معًا، توأم منهم كان مُشوَّهًا؛ "المُحدَّب كان مُخيَّطًا مع الطفل الآخر، وظهورُهم متقابلة، كانت ظهور معاصمهم متقابلة أيضًا." هذا الادِّعاء كان قد اصطنعه فيرا ألكسندر الذي كان لاحقًا في المعتقل في تجربة أدولف آيخمن "باني الهولوكوست" في "هاوبتشافيغر (بالألمانية: Hauptscharführer)"، حيث كان مؤكدًا أن منغيله "خَيِّط الأوردة مع بعضها" وحولهم إلى "توائم حيوانات تايلندية. هذا التأكيد أصبح معروفًا بصورة أوسع عندما ضُمِّن فيرا ألكسندر في المجلَّد "البحث عن منغيله" المُصدَر عام 1985، الذي نقل عنه الكثير من المؤلفين منهم غيرالد بوزنر وهو خبير بأمور منغيله.
بنهاية الأغنية، كان هنالك سطر «أخذ الحافز من سكريمات التغييرات التي ينشئها»، وهو سطر مأخوذ من الفيلم «ذا بويز فرام برازيل» الذي كان الدكتور منغيله بشخصية الوغد.

## الجدل
ساهم المحتوى الكتابي لأغنية «آنجيل أوف ذا ديث» في تأجيل إصدار الألبوم «راين إن بلود». كانت الفرقة مُتعاقدة مع شركة «تسجيلات ديف جام» التي رفضت الشركة المُوزِّعة التابعة لها تسجيلات كولومبيا إصدارَ الألبوم بسبب نمط كتابة الألبوم وما يتعلق بالعمل الفني، مُعتبِرة الألبوم «تصويريًا إلى حد بعيد». تم توزيع الألبوم بواسطة «تسجيلات غيفن» في السابع من أكتوبر 1986، لكن بسبب الجدل، لم يظهر الألبوم في قائمة الإصدارات الرسمية بواسطة «تسجيلات غيفن».

انتهكت الأغنية «آنجيل أوف ديث» حرمةَ من عاشوا بعد الهولوكست، كما فعلت مع عائلاتهم والشعب بشكل عامّ. أشار الجدل إلى الاتهامات بالتعاطف مع النازية التي لاحقت فرقة «سلاير» طوال مسيرتها. اعتبر الناس اهتمام هانيمن بالتاريخ النازي وجمعه للميداليات النازية دليلًا على التعاطف. حيث كانت أكثر الأمور التي مُنحَت كجائزة هي «صليب الفرسان». ردَّ هانيمن مؤكدًا:
 بالنسبة لعازف الإيتار كيري كينغ: «نعم، 'سلاير هم نازيون، وفاشيون، وشيوعيون'-كل ذلك الهراء المُضحِك. وبالتأكيد كان معظم الشؤم الذي لقيناه في ألمانيا. كنتُ دائمًا كـ'اقرأ كلمات الأغنية وأخبرني ماهو تهجمي فيها. هل تستطيع أن تراها بمثابة مُستنَد، أو هل تعتقد أن سلاير يعظون بالحرب العامية الثانية الملعونة؟' يحمل الناس هذه الفكرة في رؤوسهم–خصوصًا في أوروبا- ولن تستطيع أن تحدثهم دونها.»
الأغنية مبنية على الاتهامات بالعنصرية التي كانت الفرقة قد نفتها. سُئل أعضاءُ الفرقة كثيرًا في مقابلات أُجريتْ معهم، عن الاتهامات الموجهة إليهم، وأعلنوا في العديد من المرات أنهم لا يتقبلون العنصرية وأنهم لا يهتمون سوى بعملهم.
في عام 2006، كانت الأغنية «جهاد» من ألبوم «كريست إلوجن» مبنية على المقارنة مع أغنية «آنجيل أوف ديث». تتناسب أغنية «جهاد» مع أحداث 11 سبتمبر، وتروي القصة من منظور إرهابي. كان المغني توم أرايا يتوقع أن الأغنية ستُكوِّن ردة فعل عنيفة مشابهة لردة الفعل لأغنية «آنجيل أوف ديث»، على الرغم من أنها لم تحقق ما اعتقد أنه سيحصل؛ وذلك بسبب رؤية الناس للأغنية أنها عبارة عن «أن تكون سلاير هي سلاير».

## موسيقى الأغنية وبنيتها
«آنجيل أوف ديث» هي الأغنية الأطول في الألبوم «راين إن بلود»، حيث أن مدتها هي 4 دقائق و51 ثانية، في حين أن المدة الإجمالية للألبوم هي 29 دقيقة. إضافة إلى ذلك، تملك الأغنية أحد أكثر الأساليب تقليديةً في الألبوم؛ محتويةً على أبيات، وسطور مُردَّدة بارزة، تجنبتها معظم أغاني الألبوم. في الأغنية، يُردِّد هانيمان وكينغ 'عباراتهما المعقدة'، التي تعرض الإيحاءات اللحنية القليلة، وذلك حسب أدرين بيغراند، مراجع مجلة «بوب ماترز (PopMatters)». ويعرض أرايا فجأةً صراخه الجارح. ويقوم ديف لومباردو بالبيت حيث يعزف بما معدله 210 بيت في الدقيقة.
عندما ترك الطبّال لومباردو الفرقة عام 1992، أحضرت الفرقة بدلًا منه «تي جي سكاغليون (T.G Scaglione)» من فرقة «ويلبلاش (Whilplash)»، قبل أن يعمل بكامل وقته في فرقة «فوربيدين (Forbidden)» بديلًا عن باول بوستاف. ارتكب بوستاف خطأً واحدًا خارج الأغاني التسعة التي جربتها الفرقة معه في الألبوم «آنجيل أوف ديث». بعد «جزء فيه بيس مضاعَفة كبيرة»، كان هنالك قسم رئيسي لم يستطع بوستاف أن يفهما، وتوجَّب عليه أن يتعلم من التسجيلات المباشر التي أدتها الفرقة مع لومباردو. لم يستطع بوستاف أن يخبر كَم عدد الانقلابات التي كررها الإيتار بعد تتابع عزف البيس. ثم أخبره أعضاء الفرقة بأن الأغاني الثمانية المتبقية «جعلت الأغنية ممتازة» بعدئذ.

## ردود الفعل
على الرغم من عدم دخول «آنجيل أوف ديث» لأي قائمة، حازت إشادة قوية من النقاد في مراجعات الألبوم «راين إن بلود». قال كلاي جارفاس من «مجلة ستايلوس (Stylus Magazine)» عن الأغنية أنها «تدخن مؤخرات الفرق التي تعزف بالإيقاع السريع و/أو الثقيل في الوقت الحاضر. وتمهد للرعب للأُتوّ. في حين أنها موسيقيًا قائمة على أساس بقية الأغاني: سريعة، وهزيلة، وشديدة.»
وعلَّق أدرين بيغراند قائلًا: «لا يوجد أغنية تبدأ الأمور أفضل من الأغنية المنتَجة ببراعة 'آنجيل أوف ديث'، أحد أبرز الأغاني في تاريخ الميتال، حيث يُردِّد عازفا الإيتار كيري كينغ وجيف هانيمان عباراتهما المعقدة، ويستعرض الطَّبال ديف لومباردو أحد أقوى التطبيلات المسجَّلة على الإطلاق. ويصرخ المغني/عازف البيس توم أرايا ويتحدث بغضب مثل القطط عن قصته عن مجرم الحرب النازي جوزيف منغيله.»
استفادةً من الشعبية التي ولَّدها الجدل حول الأغنية، استخدمت الفرقة الصور النازية وصممت شعارًا أشبه بشعار النسر الذي على قمة الصليب المعقوف وذلك خلال فترة عملهم لألبوم «سيزنز إن ذا أبيس (Seasons in the Abyss)». ووضع هانيمان ملصقات الوحدة الوقائية على غيتاره، وكتب أغنية بعنوان «إس إس 3 (SS-3)»، وهي أغنية عن رينهارد هايدريش، الرجل الثاني في قيادة مؤسسة الوحدة الوقائية.

## الظهور
ظهرت الأغنية «آنجيل أوف ديث» في العديد من الأفلام والعروض المتلفزة، مثل: «غريملنز 2: ذا نيو باتش (Gremlins 2: The New Batch)»، حيث ظهرت الأغنية في المشهد الذي يتحول فيه الشبح ماهوك إلى عنكبوت. وظهرت أيضًا في «جاك آس: الفيلم (Jackass:The Movie)» خلال مشهد مخاطرة بالسيارات. كما ظهرت أيضًا في الفيلم الوثائقي عن حرب العراق «ساوندتراك تو وور (Soundtrack to War)» الذي تحدث عن تفاصيل دور الموسيقى في الحروب المعاصرة. وفي حلقة من مسلسل الباقون، حيث ظهرت عندما طلبت نورا من مرافقتها أن تطلق عليها النار.
اقتبست فرقة «ببليك إنيمي (Public Enemy)» المقطع المُردَّد الذي منتصف الأغنية في أغنيتها «شي ووتش تشانيل زيرو؟! (She Watch Channel Zero?!)». واقتبست فرقة «إم أو بي (M.O.P)» مقطعًا منها في أغنيتهم «رايز هيل (Raise Hell)»، التي ظهرت في فيلم «اختلال ضال (Breaking Bad)»، تحديدًا في حلقة «ثيرتي إيت سنوب (Thirty-Eight Snub)»، واقتبست منها فرقة «كي إم إف دي إم (KMFDM)» في أغنيتهم «غادلايك (Godlike)»، وضُمِّنت في لعبة الفيديو «توني هاوكس بروجيكت 8 (Tony Hawk's Project 8)»، اختار الأغنية لتكون في اللعبة نولان نيلسون، الذي قال عن الأغنية جازمًا: «إنها أحد أعظم أغاني الهيفي ميتال التي سُجِّلت على الإطلاق. لا تعْلمُ من سلاير؟ أشعر بالأسف لك.»
فرقة «ديث سكين ماسك (Death Skin Mask)» التي تغني أغاني «سلاير»، أصدرت ألبومًا يحتوي ثماني أغانٍ لـ«سلاير»، إحداها هي «آنجيل أوف ديث». فرقتا الديث ميتال «ديباوتشري (Debauchery)» و«مونستروسيتي (Monatrosity)» بنَتا على الأغنية. وضُمِّنت الأغنية في الألبوم «أمبليفايد // أديكيد أوف راينفنتينغ ذا سيلو (Amplified // A Decade of Reinventing the Cello)» المُصدَر عام 2006 من قبل فرقة السيلو ميتال «أبوكاليبتيكا (Apocalyptica)». وقامت «تسجيلات هيرلينغ ميتال (Hurling Metal Records)» بجمع فرقة تغني أعمال «سلاير»، بِاسم "أل سور ديل أبيسمو (بالإسبانية: Al Sur del Abismo)‏"، تضمنت ست عشرة أغنية عُمِل بناءً عليها من قبل فرق ميتال أرجنتينية، ومنها فرقة "أسينيسيا (بالإسبانية: Asinesia)‏" التي عملتْ على أغنية «آنجيل أوف ديث». بُنيَ على الأغنية مرة أخرى بواسطة فرقة الديث كور «كارنيفكس (Carnifex)» وظهرت الأغنية في ألبومهم الثالث «هيل تشوز مي (Hell Chose Me)» كأغنية إضافية مُضمَّنة في نسختَي الفاينيل و«آي تيونز (iTunes)» من الألبوم. وكانت مجموعة من الفرق موجودة في مهرجان «أوزفست (Ozzfest)» الذي كانت «سلاير» الحاضر الرئيسي فيه في مرات عديدة، تضمنت تأدية أغنية «آنجيل أوف ديث».